# Josip Lipokatić
Josip Lipokatić, slovenski kanuist, * 13. november 1921, Maribor, † ?
Lipokatić je za Jugoslavijo nastopil na Poletnih olimpijskih igrah 1952 v Helsinkih, kjer je v kanuju enosedu na mirnih vodah na 10 km osvojil 13. mesto, na 1 km pa izpadel v prvem krogu.